# أميرة (العيص)
أميرة، قرية من قرى محافظة العيص، والتابعة لمنطقة المدينة المنورة في السعودية.